# Željeznički kolodvor Bjelovar
Željeznički kolodvor Bjelovar je željeznički kolodvor u centru grada Bjelovara na Trgu kralja Tomislava.  Kroz kolodvor prolazi jedna pruga  Križevci – Bjelovar – Kloštar.
Željeznička pruga Križevci – Bjelovar – Kloštar sagrađena je od 1894. do 1900. godine. Pokazala se isplativom pa se razmišljalo o još jednoj prugi, koja bi povezivala Bjelovar s Garešnicom i Grubišnim Poljem. Dionica od Bjelovara do Velike Pisanice otvorena je 21. prosinca 1912. godine, dionica od Velike Pisanice do Garešnice 11. lipnja 1913. godine, a odvojak od Pavlovca/Dražice do Grubišnog Polja istoga datuma. Ta željeznička pruga Bjelovar – Garešnica/Grubišno Polje ukinuta je 1968. godine, zbog neisplativosti jer je cestovni promet postao dominantan. 
Kraj željezničkog kolodvora nalazi se sačuvana parna lokomotiva JŽ 51-060.

## Galerija
- Pogled na kolodvor 2011. godine.
- Lokomotiva na kolodvoru.
- Parna lokomotiva JŽ 51-060.
- Diesel lokomotiva HŽ-2041.